# Molenstichting Midden- en Oost-Groningen
Molenstichting Midden- en Oost-Groningen is een Nederlandse molenstichting die zich inzet voor het in stand houden van een aantal molens in de provincie Groningen. 

## Geschiedenis
De stichting is op 27 maart 2015 ontstaan uit een fusie van de Slochter Molenstichting en de Molenstichting Oldambt. De nieuwe stichting heeft de zorg over twaalf molens. De Molenstichting Midden- en Oost-Groningen behoort met dit aantal molens tot de grootste molenbezitters van de provincie Groningen.